# Sakura-ku
Sakura (桜区, Sakura-ku) est un arrondissement de la ville de Saitama, située dans la préfecture de Saitama, au Japon.

## Géographie

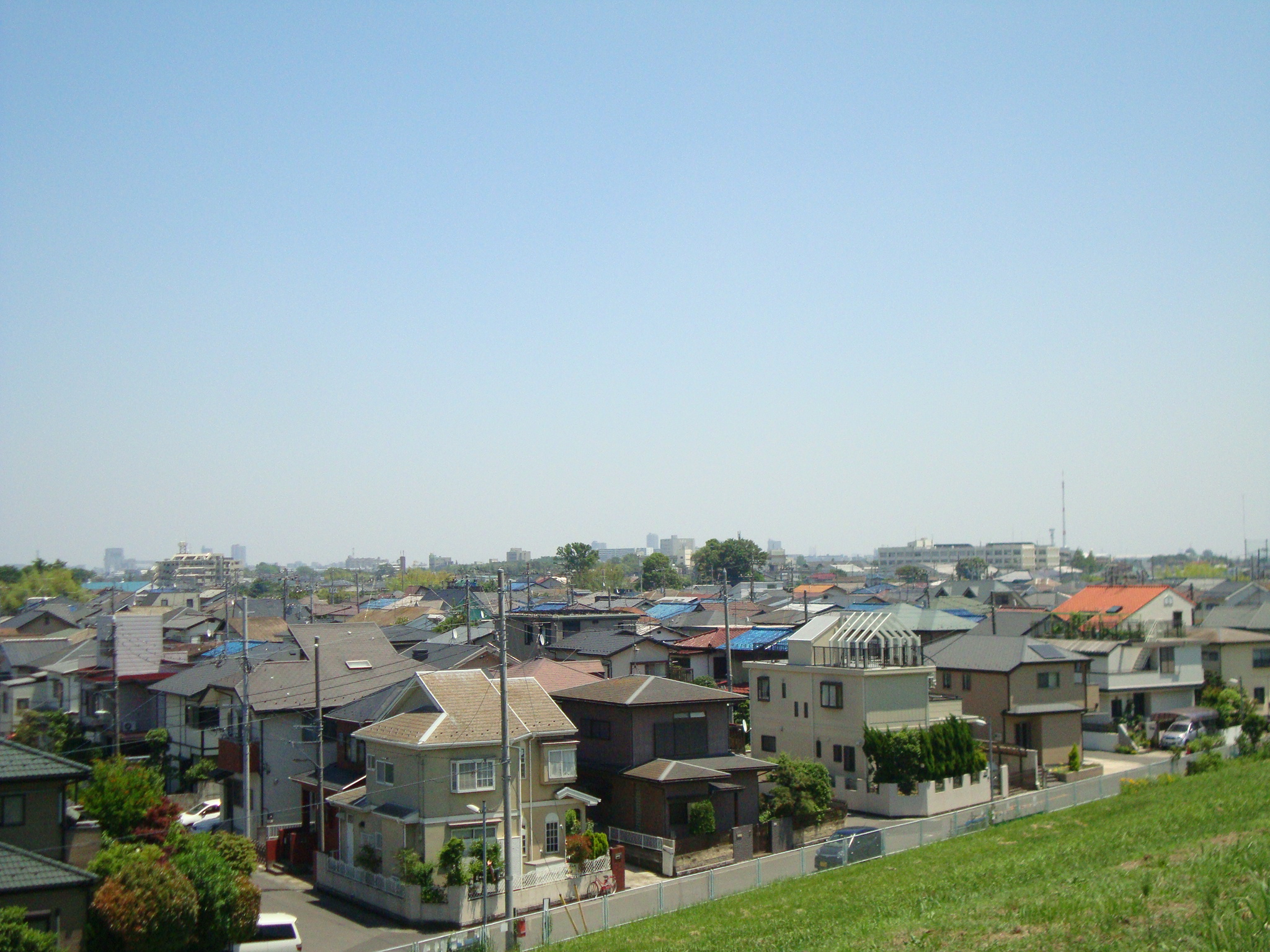
Vue de l'arrondissement de Sakura.

### Situation
Sakura-ku est situé dans le nord-est de la ville de Saitama, dans la préfecture de Saitama, au Japon.

### Démographie
Au 1er avril 2017, la population de Sakura-ku comptait 95 718 habitants (7,4 % de la population de la ville de Saitama) répartis sur une superficie de 18,64 km2.

## Histoire
L'arrondissement a été créé en 2003 lorsque Saitama est devenue une ville désignée par ordonnance gouvernementale. Avant 2001, le territoire occupé par Sakura-ku faisait partie de l'ancienne ville d'Urawa.

## Transports
L'arrondissement est desservi par la ligne Musashino de la JR East.